# Waddewarden
Waddewarden ist ein Ortsteil der Gemeinde Wangerland im Landkreis Friesland in Niedersachsen. Der Ort liegt zwischen Jever und Hooksiel und hat knapp 800 Einwohner.

## Geschichte
Der Ortsname ist auf den Sippennamen Wadda zurückzuführen. Das erste Mal erwähnt wurde der Ort 1350 als Wadverden.
Ein Geschlecht ostfriesischer Häuptlinge ist in Waddewarden erst ab 1549 überliefert, ihr Sitz ist aber auf jeden Fall älter. In der Mitte des 16. Jahrhunderts wurde der alte Sitz aufgegeben und auf einen aus mehreren Bauernstellen zusammengelegten, neuen Sitz in Klein-Waddewarden verlegt. Die Lage ihrer ursprünglichen Burg im Bereich der Kirche und verwandtschaftliche Beziehungen zu anderen Häuptlingsfamilien sprechen dafür, dass das Häuptlingsgeschlecht ein hohes Ansehen besessen haben muss, auch wenn sich dies nicht in der historischen Überlieferung niederschlägt. Im 17. Jahrhundert wird die Burgstelle als „Haus am Kirchhof“ bezeichnet, das sich immer noch im Besitz der Familie von Waddewarden befand. Die Burg befand sich auf einer rundlichen Sonderwarf südöstlich der Kirche, die im Urkataster den Namen „Slöss“ trägt. Die 1 m hohe Wurt besitzt heute einen Durchmesser von ca. 50 m. Die Fundamente des Steinhauses stecken noch im Boden, oberflächlich ist aber nichts mehr sichtbar.
Am 1. Juli 1972 wurde Waddewarden in die am 1. Februar 1971 neu gebildete Gemeinde Wangerland eingegliedert.
Nicht zu verwechseln ist es mit dem gleichnamigen Waddewarden bei Tossens auf der Halbinsel Butjadingen.

## Wappen
| | Blasonierung: „Geteilt von Gold (Gelb) und Blau, oben ein roter schreitender roter Löwe, unten zwei zueinander geneigte goldene (gelbe) Kleeblätter.“ |
| Wappenbegründung: er Gemeinde Waddewarden wurde am 15. September 1949 durch den Präsidenten des Verwaltungsbezirkes Oldenburg ein Wappen verliehen. er. Der Löwe stammt aus dem Wappen der Häuptlinge von Haddien. Die Kleeblätter symbolisieren die Weidewirtschaft in der Gemeinde. | |

## Sehenswürdigkeiten

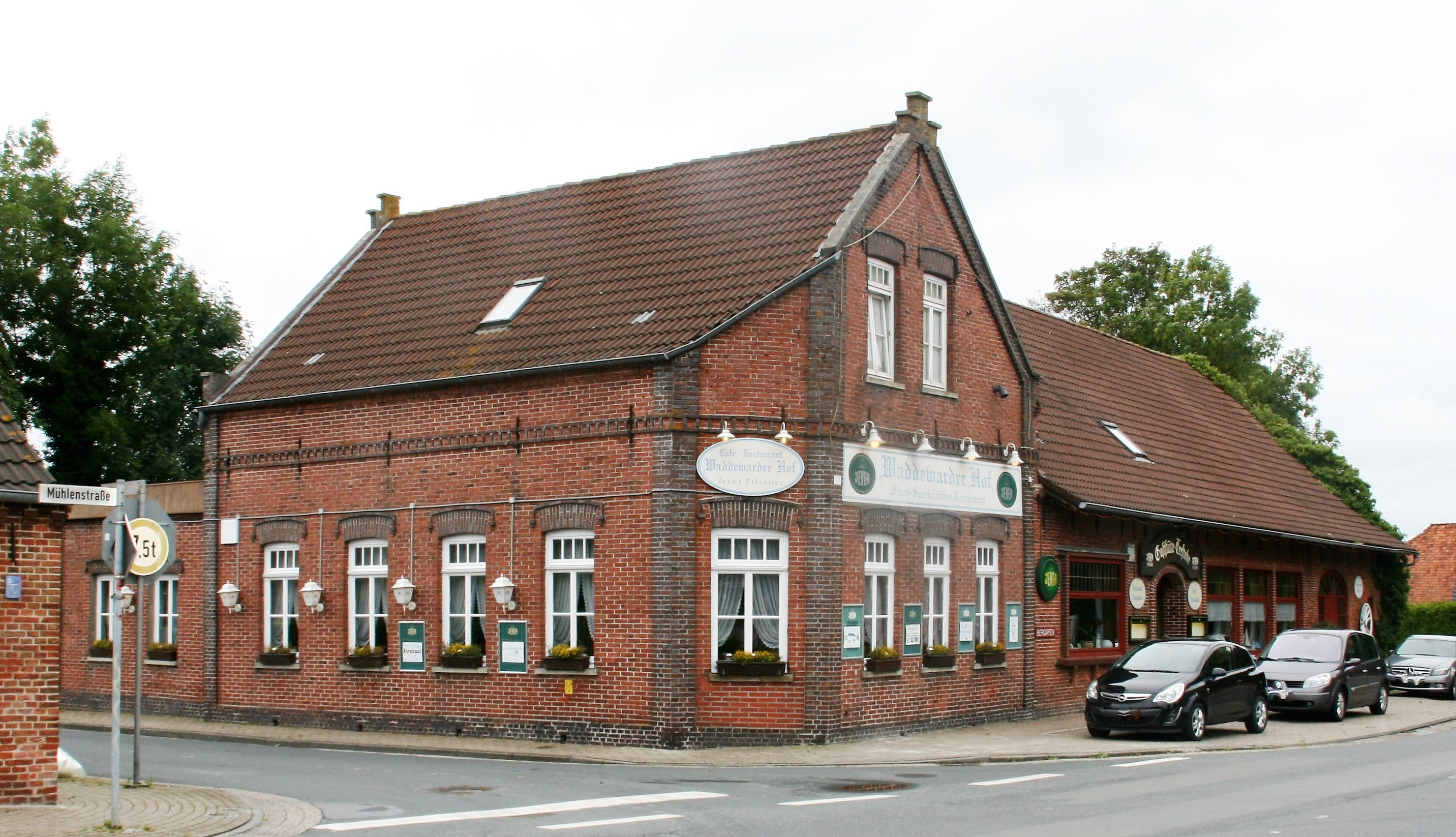
Waddewarder Hof gegenüber der Kirche

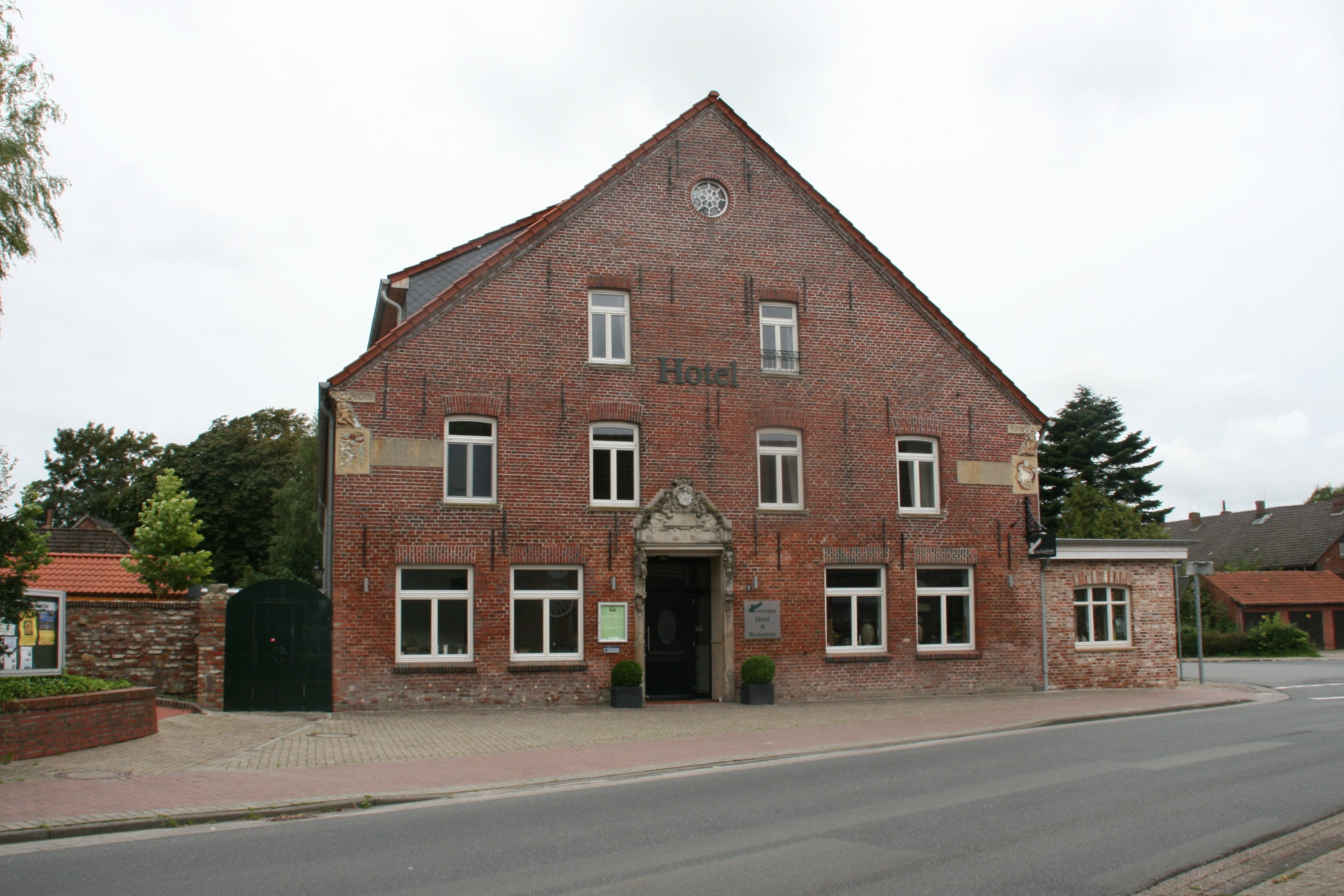
Gebäude Hotel To`n Schlagboom in Waddewarden mit historischem Eingangsportal

Als Wahrzeichen gilt die in der zweiten Hälfte des 13. Jahrhunderts auf einer Warft erbaute St.-Johannes-Kirche, eine Granitquaderkirche von 40 Metern Länge. Der frei stehende Glockenturm entstand Ende des 15. Jahrhunderts und trägt drei Stahlglocken, die 1955 als Ersatz für die im Zweiten Weltkrieg zum Einschmelzen abgelieferten Bronzeglocken angeschafft wurden.
In unmittelbarer Nachbarschaft zur Kirche befindet sich ein historisches Gebäude To`n Schlagboom, welches gegenwärtig als Hotel genutzt wird. Das Gebäude wurde erstmals 1772 als Schankwirtschaft erwähnt und war zudem Quartier für Durchreisende. Über dem Eingangsportal ist die Jahreszahl 1770 zu lesen. Vor 1900 befand sich vor dem Haus ein Schlagbaum (daher auch der Name), der vom Wirt erst nach Zahlung von Wegzoll geöffnet wurde. Das Gebäude wurde zuletzt 2012 umfassend renoviert.
Etwas jünger ist das dritte wichtige Gebäude im Ensemble von Kirche und den beiden Gasthöfen. Der Waddewarder Hof, der sich direkt gegenüber dem Gebäude To`n Schlagboom befindet, wurde im Jahr 1850 errichtet. Gegenwärtig wird das Haus als Restaurant genutzt.
Von einer weiteren Sehenswürdigkeit sind heute nur noch Reste zu sehen. 1963 wurde die Waddewarder Mühle bei einem Unwetter durch Blitzeinschlag und den sich anschließenden Brand bis auf den Korpus vernichtet. Die Reste sind heute in ein Wohnhaus integriert.

## Söhne und Töchter des Ortes
Zum Kirchspiel Waddewarden gehören landwirtschaftliche Höfe, wie der Hof Canarienhausen (der auffällige Name leitet sich vom Namen Knorring = Konring ab), wo der Agrar- und Wirtschaftswissenschaftler Johann Heinrich von Thünen 1783 geboren wurde. Auf seinem Gut Tellow in Mecklenburg erarbeitete er volkswirtschaftliche Theorien, die weltweit bekannt wurden (siehe auch: Thünensche Ringe).
Sein jüngerer Bruder Friedrich von Thünen (1785–1865) übernahm den Hof Canarienhausen und veröffentlichte Schriften über neue Anbaumethoden, beteiligte sich am Entwurf der Deichordnung von 1846, betätigte sich nach 1830 in der Petitionsbewegung und war von 1848 bis 1851 Mitglied des Vorparlaments und des Landtags im Großherzogtum Oldenburg, ab 1849 Mitglied der Generalsynode.
Aus Waddewarden stammte auch der Wissenschaftler Johann Ludwig Tiarks (1789–1837), der zeitweise in der englisch-amerikanischen Grenzkommission nach dem Frieden zu Gent 1814 und als Berater des holländischen Königs bei Grenzstreitigkeiten zwischen England und Amerika tätig war. Im Jahre 1832 wurde er als Fellow in die Royal Society aufgenommen. Weitere Mitglieder der Familie Tjarks wurden im 19. Jahrhundert in England als bedeutende Bankiers (Teilhaber des Bankhauses Schroders) naturalisiert und gentryfiziert.
Die frühe Regionalliteratur hat Magister Braunsdorf, Prediger in Waddewarden, mit einem Werk, das im Wesentlichen auf 1797 datiert wird, bereichert.

## Vereine
- Dorfgemeinschaft Waddewarden e. V.
- Freiwillige Feuerwehr Waddewarden
- Handel-, Handwerk- und Gewerbeverein Waddewarden e. V.
- Klootschießer- und Boßelverein 'Hier mot he her' Waddewarden e. V.
- Landvolkverein Waddewarden-Westrum-Haddien
- Männergesangverein Eintracht Waddewarden e. V.
- Speelkoppel Waddewarden (Plattdeutsches Theater)
- Turn- und Sportverein  'TuS Waddewarden' e. V.